# Jan Choszczewski
Jan Bogdan Choszczewski (ur. 7 czerwca 1944 w Wąsoszach) – polski polityk ludowy, spółdzielca, rolnik, poseł na Sejm X kadencji.

## Życiorys
Ukończył w 1964 Technikum Rolnicze w Bydgoszczy, po czym prowadził gospodarstwo rolne w Zbicznie. Pełnił funkcję prezesa wojewódzkiej organizacji zrzeszającej hodowców trzody chlewnej.
Sprawował mandat posła na Sejm kontraktowy z listy Zjednoczonego Stronnictwa Ludowego (do którego należał od 1968), wybranego w okręgu grudziądzkim. Następnie Przez wiele lat był radnym gminy Zbiczno, w latach 2002–2006 pełnił funkcję jej przewodniczącego, następnie był jej wiceprzewodniczącym. Należy do Polskiego Stronnictwa Ludowego. W 2010 nie uzyskał reelekcji w wyborach gminnych.

## Odznaczenia
- Krzyż Kawalerski Orderu Odrodzenia Polski (2004)[3]
- Złoty Krzyż Zasługi (1986)
- Medal 40-lecia Polski Ludowej (1985)
- Odznaka „Zasłużony Pracownik Rolnictwa” (1972)[1]